# T-Bolan
T-BOLAN fou una banda japonesa de rock que debutà el 1991. Els seus membres eren Arashi Moritomo, Kazuyoshi Aoki, Takeshi Gomi, i Hirofumi Ueno. El nom d'esta banda estava inspirat en T.Rex i el seu vocalista Marc Bolan.
La banda es va crear el 1990. La seua cançó "Hanashitaku wa Nai" (lit. "No vull deixar-te anar") es convertí en un èxit gràcies a l'emissió per cable. Després d'això, lliuraren uns quants senzills ben acollits. Morimoto patí alguns problemes i els metges li van dir que deixara de cantar. Així i tot, fou forçat a fer un concert en directe el 26 de març. Fou el seu últim concert. Després d'un llarg parèntesi, la banda es va dissoldre oficialment el desembre de 1999.

## Discografia

### Senzills
- 'Kanashimi ga Itaiyo' (10 de juliol de 1991)
- 'Hanashitakuwanai' (18 de desembre de 1991)
- 'JUST ILLUSION' (26 de febrer de 1992)
- 'Sayonara kara Hajimeyo' (27 de maig de 1992)
- 'Jirettai Ai' (22 de setembre de 1992)
- 'Bye For Now' (18 de novembre de 1992)
- 'Osaekirenai Kono Kimochi' (10 de febrer de 1993)
- 'Surechigai no Junjo' (10 March de 1993)
- 'Setsunasa wo Keseyashinai' (16 de juny de 1993)
- 'Wagamama ni Dakiaetanara' (10 de novembre de 1993)
- 'LOVE' (11 de maig de 1994)
- 'Maria' (5 de setembre de 1994)
- 'SHAKE IT' (28 d'agost de 1995)
- 'Ai no Tame ni Ai no Naka de' (20 de novembre de 1995)
- 'Be Myself' (25 de març de 1996)

### Àlbums
- T-BOLAN (21 de novembre de 1991)
- BABY BLUE (22 d'abril de 1992)
- Natsu no Owari ni - Acoustic Version - (22 de setembre de 1992)
- SO BAD (11 de novembre de 1992)
- HEART OF STONE (26 de maig de 1993)
- LOOZ (8 de desembre de 1993)
- Natsu no Owari ni II - Lookin' for the eighth color of the rainbow - (6 d'agost de 1994)
- SINGLES (8 d'agost de 1996)
- BALLADS (12 de desembre de 1996)